# 蛤蟆通河
蛤蟆通河，位于中华人民共和国黑龙江省双鸭山市宝清县东部的一条河流，是挠力河右岸支流，古称喀穆图河，“喀穆图”（转写：kamtu）为满语“毡帽”意思。发源于宝清县东南完达山北麓蛤蟆顶，蜿蜒向西南流经尖山林场（属于虎林市迎春林业局），于虎宝村北转北流，注入蛤蟆通水库，出库后北流约8千米至新光村转西北流，经八五二农场，于三间房转北流，于板庙亮子汇入挠力河。河流全长150.3千米，流域面积1400平方千米，年均径流量3.69亿立方米。蛤蟆通河上游为山区，坡陡流急；下游滩地开阔，河道弯曲，沿岸多自然泡沼。